# Signabøur
Signabøur (IPA: [ˈsɪgnaˌbøːvʊɹ], danska: Signebø) är en ort på Färöarna. Den ligger på sydsidan av Kollafjørður på Streymoy och tillhör Torshamns kommun. Signabøur nämns första gången 1584. Mellan åren 1903 och 1920 fanns här en valfångststation. Vid folkräkningen 2015 hade Signabøur 132 invånare.

## Befolkningsutveckling
| Befolkningsutvecklingen i Signabøur 1985–2015 | Befolkningsutvecklingen i Signabøur 1985–2015 | Befolkningsutvecklingen i Signabøur 1985–2015 | Befolkningsutvecklingen i Signabøur 1985–2015 | Befolkningsutvecklingen i Signabøur 1985–2015 |
| --------------------------------------------- | --------------------------------------------- | --------------------------------------------- | --------------------------------------------- | --------------------------------------------- |
|                                               |                                               |                                               |                                               |                                               |
| År                                            |                                               |                                               | Folkmängd                                     |                                               |
| 1985                                          | 1985                                          |                                               | 29                                            |                                               |
| 1990                                          | 1990                                          |                                               | 68                                            |                                               |
| 1995                                          | 1995                                          |                                               | 90                                            |                                               |
| 2000                                          | 2000                                          |                                               | 140                                           |                                               |
| 2005                                          | 2005                                          |                                               | 152                                           |                                               |
| 2010                                          | 2010                                          |                                               | 139                                           |                                               |
| 2015                                          | 2015                                          |                                               | 132                                           |                                               |
|                                               |                                               |                                               |                                               |                                               |